# Halebīd
Halebīd är en ort i Indien.   Den ligger i distriktet Hassan och delstaten Karnataka, i den södra delen av landet, 1 700 km söder om huvudstaden New Delhi. Halebīd ligger 875 meter över havet och antalet invånare är 8 962.
Terrängen runt Halebīd är lite kuperad. Runt Halebīd är det tätbefolkat, med 276 invånare per kvadratkilometer. Närmaste större samhälle är Belūr, 14,8 km väster om Halebīd. Trakten runt Halebīd består till största delen av jordbruksmark.